# Уральский рабочий (газета)
«Ура́льский рабо́чий» — общественно-политическая газета, старейшая газета на Урале, издаётся в Екатеринбурге с 14 февраля 1907 года по настоящее время (с перерывами). Современный издатель — ГАУСО «Уральский рабочий». По состоянию на 2022 год выходила на 8 цветных полосах тиражом 15 тысяч экземпляров.

## История
Первый выпуск газеты вышел в Екатеринбурге 1 (14) февраля 1907 года под названием «Рабочий» как печатный орган Уральского областного и Екатеринбургского союзного комитета РСДРП. До августа было выпущено 7 номеров тиражом 5-10 тыс. экз. Газета возобновила выпуск 15 (28) октября того же года в Екатеринбурге и Уфе как орган Екатеринбургского комитета РСДРП. Однако вышло всего три номера (последний — 4 (17) февраля 1908 года тиражом в 2-4 тыс. экз.

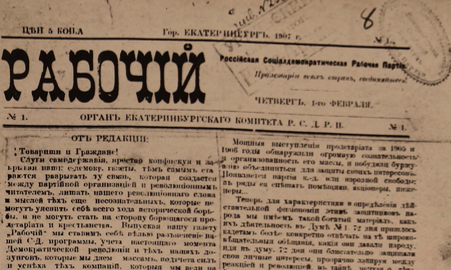
Первый номер газеты «Рабочий» от 1 (14) февраля 1907 года.

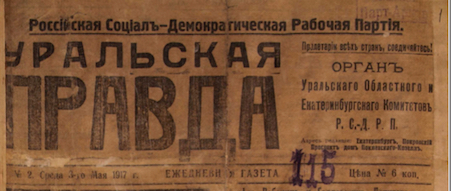
«Уральская Правда» от 3 (16) мая 1917 года.

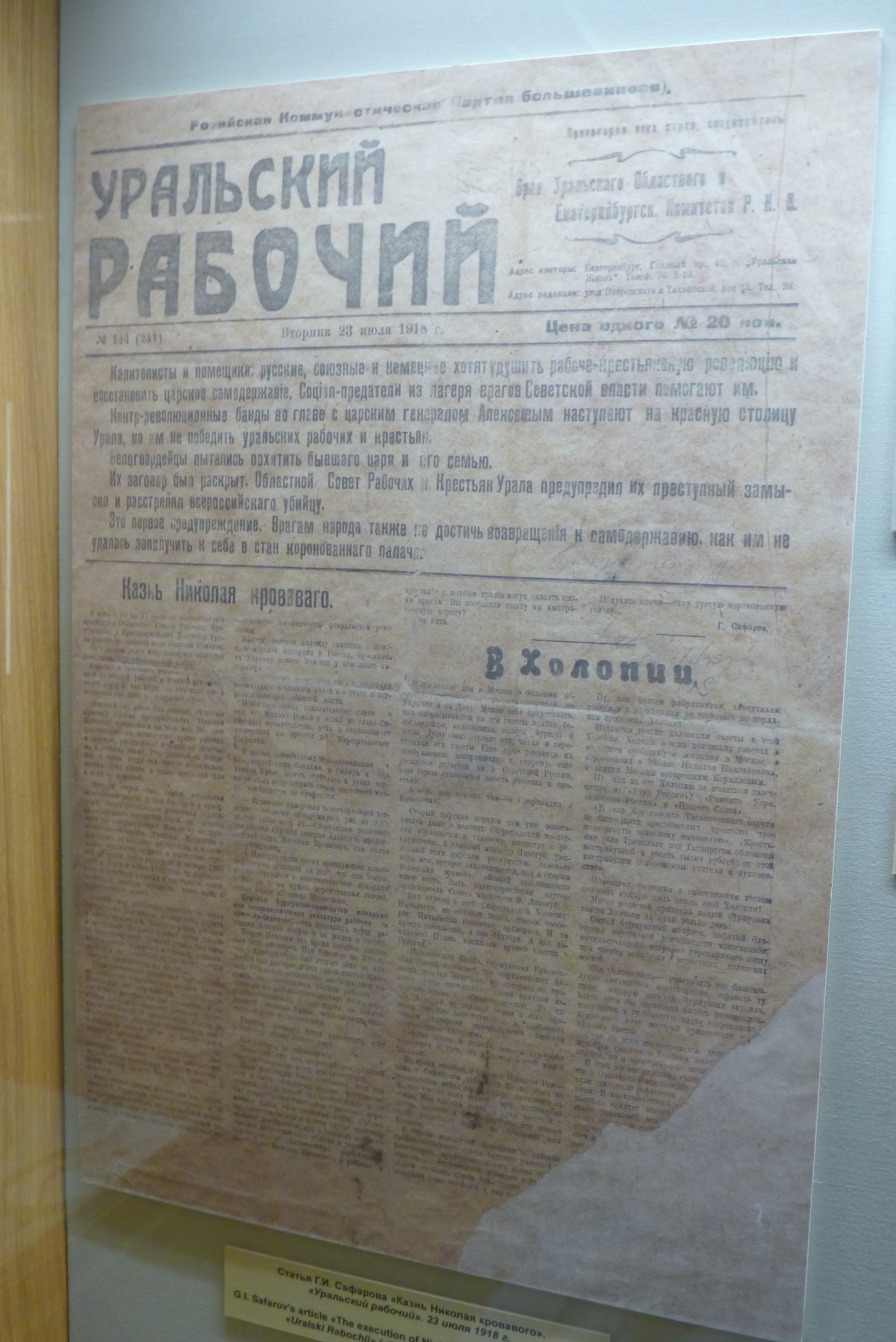
Передовица газеты «Уральский рабочий» с сообщением о расстреле Николая II. 1918 год

Выход газеты возобновился в начале мая 1917 года под названием «Уральская Правда». Редакция газеты размещалась по адресу: город Екатеринбург, Покровский Пр. (Ул. Малышева), 46 (Дом Поклевских-Козелл). Под этим названием вышло 25 выпусков газеты (в конце августа 1917 г. — закрыта).
С 6 (19) сентября 1917 года газета выходит под своим современным названием — «Уральский рабочий». До 28 октября (10 ноября) выпускалась по средам, пятницам и воскресеньям, и с этого времени стала ежедневной (кроме «послепраздничных» дней). Редакция газеты размещалась в здании типографии «Прибой» на углу улиц Кузнечной (Сони Морозовой) и Крестовоздвиженской (Карла Маркса). Редактором газеты был В. А. Воробьёв. Кроме того, в состав редакционной коллегии также входили Г. И. Сафаров и А. А. Андреев.
В середине января 1918 г. редакция «Уральского рабочего» переехала в здание под номером 23 на перекрёстке Покровского Пр. (Ул. Малышева) и Ул. Тихвинской (Ул. Хохрякова).
В ходе активизации боевых действий в июле 1918 г. власть в Екатеринбурге перешла к белогвардейцам. Вместе с советскими и партийными органами редакция газеты «Уральский рабочий» сначала эвакуировалась на Кушвинский завод (с 30 июля 1918 г.), затем располагалась в штабном вагоне станции Пермь I (до ноября 1918 г.), а после этого переместилась в здание на перекрёстке улиц Покровской (Ленина) и Обвинской (25 Октября) в губернском городе Пермь.
После восстановления советской власти в Екатеринбурге, редакция газеты возобновила свою работу по адресу: Покровский Пр. (Ул. Малышева), д. 23. С этого времени газета вновь стала выходить в ежедневном режиме (кроме «послепраздничных» дней). С 27 сентября 1919 г. редакция переехала в дом 44 (дом Павловского) на Главном проспекте (Пр. Ленина). В 1939 году «Уральский рабочий» выходил разовым тиражом в 65 тыс. экз. (номер газеты стоил 10 коп.). Стоимость номера газеты в 1939 году была символической — равнялась стоимости 200 грамм картофеля в Свердловске. В период сталинских репрессий в «Уральском рабочем» публиковались разгромные статьи против «врагов народа». Пострадал и коллектив газеты — 31 июля 1937 года был расстрелян редактор «Уральского рабочего» Александр Жуховицкий, фигурировавший в деле Ивана Кабакова, бывшего первого секретаря обкома ВКП(б) Уральской области.
В 1939 году в «Уральском рабочем» стали появляться опровержения в отношении тех «врагов народа», которые были реабилитированы. В 1939 году была осуждена некая А. М. Замараева, которая «работая в областной газете „Уральский рабочий“ с марта 1937 года по апрель 1938 года всячески пыталась опорочить честных работников», «писала на них в различные организации заявления, выражая политическое недоверие, называла их врагами народа». «Матерого клеветника, вставшего на путь контрреволюционной агитации против партии и советской власти» А. М. Замараеву Свердловский областной суд приговорил по статье 58.10 Уголовного кодекса РСФСР к 6 годам лишения свободы с последующим поражением в правах на три года.
В 1989 году тираж «Уральского рабочего» достиг максимума — 650 тыс. экз.
С 1999 года по 2017 год входила в ООО «Медиа-холдинг „Уральский рабочий“». Собственником медиахолдинга был сын бывшего главы Екатеринбурга Аркадия Чернецкого. В 1999—2001 годы главным редактором газеты являлся Вадим Юрьевич Аверьянов. В постсоветский период упал тираж газеты, который составлял в 2015 году около 20 тыс. экз.
В 2012 году «Уральский рабочий» стал выходить в цветном формате, но в декабре 2016 года газета снова стала черно-белой.
Из-за финансовых трудностей газета в 2017 году была на грани закрытия, из-за чего коллектив издания и иные лица обратились за помощью к главе Свердловской области Евгению Куйвашеву. Положение было тяжелое — газета фактически была закрыта в конце мая 2017 года (29-го числа вышел последний номер), а её редакция была распущена.
После этого «Уральский рабочий» сменил учредителя и стал вновь выходить, но только в Интернете в количестве нескольких новостей, с июля 2017 года под патронажем правительства Свердловской области. В дальнейшем газета вновь получила печатную версию. До 2022 года «Уральский рабочий» представлял собой бесплатное издание, которое продается в качестве вкладыша в «Комсомольскую правду». Тираж номера (например, номера 35 (26872)) — 40 тысяч экземпляров, газета состоит из 4-х черно-белых полос формата А4. В 2022 году «Уральский рабочий» перестал быть вкладышем и вновь стал самостоятельным изданием — номер стал состоять из 8 цветных полос и выходить тиражом 15 тысяч экземпляров.

## Награды
- 1957 — орден Трудового Красного Знамени.

## Известные журналисты
- Крестинский, Николай Николаевич
- Гайдар, Аркадий Петрович
- Бажов, Павел Петрович
- Борисихин, Юрий Сергеевич
- Дудоладов, Александр Дмитриевич
- Очеретин, Вадим Кузьмич

## В массовой культуре
В 1925 году в сборнике песен советской рабоче-крестьянской молодежи была опубликована частушка об оформлении годовой подписки на «Уральский рабочий»:

Не расстанусь, мил, с тобой,

Потому есть почва —

Ты подписчик годовой

«Уральского рабочего»

## Литература

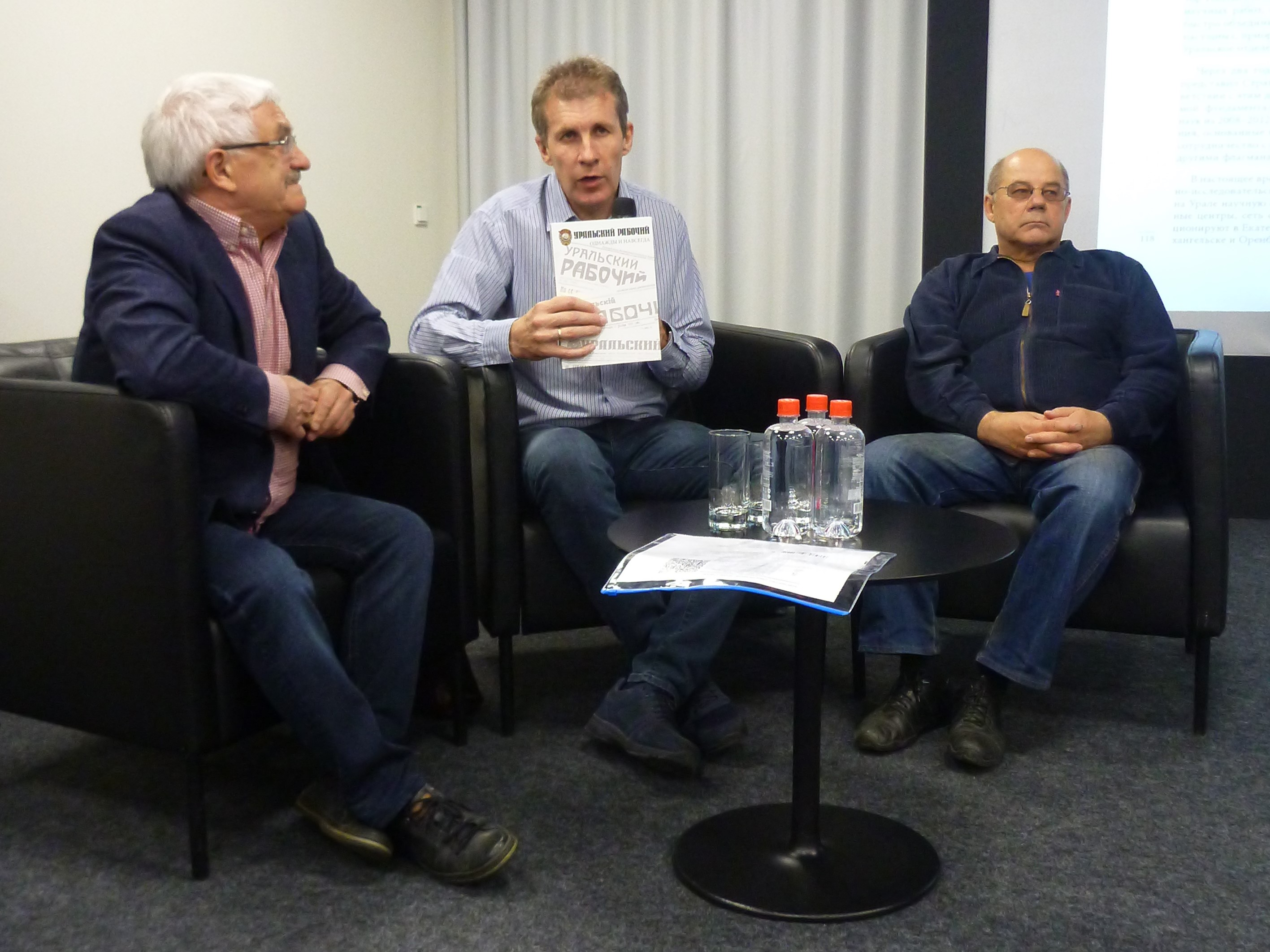
Презентация книги об «Уральском рабочем» в Ельцин-центре. Презентуют бывшие журналисты газеты: Дмитрий Усачёв, Андрей Владыкин и Анатолий Гущин